# Битка код Коломбангаре
Битка код Коломбангаре (енгл. Battle of Kolombangara), вођена 12/13. јула 1943. између америчких и јапанских снага, била је јапанска поморска победа током битке за Соломонова острва на пацифичком фронту Другог светског рата.

## Позадина
После битке у заливу Кула 6. јула 1943, у непосредној близини острва Коломбангаре одиграла се 12/13. јула друга поморска битка између јапанских и америчких поморских снага, у оквиру борбе за централна Соломонова острва.
Група од 4 јапанска разарача, који су на Коломбангару превозили 1.200 војника, кренула је 12. јула изјутра из Рабаула на Новој Британији у пратњи лаке крстарице Ђинцу (енгл. Jintsu) и 5 разарача под командом адмирала Шунћи Изакија (енгл. Shunji Izaki). У сусрет противнику у 17 часова истог дана испловио је из Тулагија савезнички здружени одред од 3 лаке крстарице (2 америчке и 1 аустралијска) и 10 разарача под командом америчког адмирала Валдена Ејнзверта (енгл. Walden Ainsworth).